# Gash-Barkaregionen
Gash-Barkaregionen (tigrinska: Zoba Gash-Barka, ዞባ ጋሽ ባርካ) är en region i Eritrea. Den ligger i den västra delen av landet, 150 km väster om huvudstaden Asmara. Antalet invånare är 786 964. Arean är 33 kvadratkilometer. Gash-Barkaregionen gränsar till Ansebaregionen, Maakel och Debubregionen. 
Terrängen i Gash-Barkaregionen är huvudsakligen kuperad, men söderut är den platt.
Gash-Barkaregionen delas in i:
- Hamasēn Āwraja
- Barka Āwraja
- Dghe
- Akurdet Subregion
- Barentu Subregion
- Logo Anseba
- Teseney Subregion
- Haykota Subregion
- Gogne Subregion
- Mogolo Subregion
- Mensura Subregion
- Shambuko Subregion

Följande samhällen finns i Gash-Barkaregionen:
- Barentu
- Ak'ordat
- Teseney
- Badme
- Kieru